# Võ Đang (núi)
Dãy núi Võ Đang (giản thể: 武当山; phồn thể: 武當山; Hán-Việt: Vũ Đang sơn; bính âm: Wǔdāng Shān) còn có tên là núi Thái Hòa là một dãy núi nhỏ nằm ở phía nam thành phố Thập Yển, Tây Bắc của tỉnh Hồ Bắc, Trung Quốc. Tại đây có tổ hợp phức hợp của các đền thờ và tu viện Đạo giáo gắn liền với vị thần Trấn Vũ. Võ Đang được coi là cái nôi của võ thuật Thái Cực quyền, Bát Quái chưởng và Đạo giáo, đối cực với Phật giáo của Chùa Thiếu Lâm. Đây cũng là một trong Tứ đại Đạo giáo danh sơn của Trung Quốc và là một địa điểm hành hương quan trọng của Đạo giáo.

## Địa lý
Trên bản đồ Trung Quốc, Võ Đang sơn (tiếng Trung: 武当山) là để chỉ toàn bộ dãy núi chạy theo hướng Đông-Tây dọc theo rìa phía nam của sông Hán Thủy và một nhóm đỉnh núi nằm tại nhai đạo Võ Đang Sơn của Đan Giang Khẩu thuộc Thập Yển. Khu vực cụ thể này chính là nơi được gọi là cái nôi của Đạo giáo.
Đỉnh cao nhất của dãy núi là Hải Bạt cao 1612 mét,. Một số người coi nó là một phần của Dãy núi Đại Ba (大巴山), một hệ thống núi lớn hơn nằm ở phía tây Hồ Bắc, Thiểm Tây, Trùng Khánh và Tứ Xuyên.

## Lịch sử
Đây là khu phong cảnh rất nổi tiếng, là đất thánh của võ thuật Đạo giáo (đạo thờ Lão Tử tức Thái thượng lão quân), Đạo giáo ở Võ Đang sơn bắt đầu từ đời Chu do Doãn Hỉ mở. Theo truyền thuyết, Doãn Hy về ở ẩn tại Võ Đang sơn dưới chân vách đá Tam Thiên Môn.
Đời Hán có Mã Minh Sinh, Âm Trường Sinh hai thầy trò cùng đến tu đạo ở núi Võ Đang, từ đó trở đi các người ở ẩn, người thanh cao đến tu đạo tại đây. Đạo giáo ở núi Võ Đang thịnh vượng nhất vào thời Minh. Việc này có quan hệ trực tiếp đến việc cướp ngôi vua của Yên vương Chu Đệ và việc đề xướng tín ngưỡng đức Chân Vũ.
Chân Vũ tức Huyền Vũ là một trong bốn vị thần tinh tú bốn phương được sùng bái từ thời cổ đại. Trong nhị thập bát tú, bảy ngôi sao phương Bắc hình tựa Quy Xà (rùa rắn) vì nằm vào phương Bắc, phối hợp với nước màu đen vì thế gọi là "Huyền", Quy Xà thân có vẩy Kỳ Lân ("lân giáp") nên gọi là "Vũ". Đến thời Bắc Tống vì kỵ huý nên đổi là "Chân Vũ".
Đầu đời Minh Kiện Văn Đế (gọi theo niên hiệu của Minh Huệ Đế làm vua từ 1399-1403 tên là Chu Doãn Văn, sau bị Thành Tổ là Chu Đệ cướp ngôi) dùng bọn Tề Thái bày mưu cướp đoạt của các "phiên" (tên chỉ các thuộc quốc hoặc các thân vương trấn giữ biên ải xa kinh đô). Yên Vương Chu Đệ cất quân chống lại, sử gọi là "Tĩnh Nạn". Nhưng Chu Đệ là một phiên vương lại đem quân đánh Thiên Tử, về danh nghĩa, thanh thế đều không có lợi vì vậy phải mượn đến oai thần thánh.
Thần Chân Vũ trấn thủ phương Bắc nên cũng bị Yên vương Chu Đệ ở phương Bắc lấy làm hình ảnh phản chiếu lại thanh uy trên thiên quốc.
Theo truyền thuyết, lúc đúc tượng thần Chân Vũ đã đúc giống hệt Chu Đệ. Cướp được ngôi đế xong, năm Vĩnh Lạc thứ 10 (1412) Minh Thành Tổ Chu Đệ lệnh cho Thị lang bộ Công là Quách Tiến, Long Bình hầu Trương Tín cùng Phò mã Đô úy Mộc Tích Lâm Sơn đốc công xây dựng cung quán ở núi Võ Đang, dùng đến rất nhiều lương tiền trong kho nhà nước, trưng dụng quân dân hơn 30 vạn người kéo dài 11 năm, từ châu thành Cổ Phong có cung Vĩnh Lạc đến Kim điện trên Thiên trụ phong lát đường bằng đá xanh dài hơn 70 km, dọc đường xây dựng 8 cung, hai quán, 36 am, 72 miếu đá, 39 cầu, 12 đình đài... thành cả một quần thể kiến trúc vĩ đại, tổng diện tích xây dựng là 160 vạn mét vuông. Quy mô rất to, tốn phí cực lớn, nói quá lên là trước đó chưa từng có.
Địa điểm thờ phượng đầu tiên là đền thờ Ngũ Long được xây dựng theo lệnh của Đường Thái Tông. Các cấu trúc đặc biệt được xây dựng thêm vào triều đại nhà Tống và Nguyên. Khu phức hợp nhất nhất được xây dựng trên dãy núi là từ thời nhà Minh (thế kỷ 14-17) khi Minh Thành Tổ tuyên bố thờ Hắc Thần hoặc Trấn Vũ. Đền thờ thường xuyên phải xây dựng lại và không phải toàn bộ cấu trúc của nó còn nguyên vẹn cho đến ngày nay. Công trình lâu đời nhất còn tồn tại là Kim điện núi Võ Đang có từ năm 1307. Các công trình kiến trúc đáng chú ý khác gồm có Nam Nham cung được xây dựng từ 1285–1310 và mở rộng năm 1312, Tử Tiêu cung (紫霄宮) được xây dựng từ 1119-26, tái xây dựng vào năm 1413 và mở rộng năm 1803-20.
Năm 1994, UNESCO đã thêm Võ Đang vào danh sách Di sản thế giới.
Ngày 19 tháng 1 năm 2003, Ngọc Chân cung 600 năm tuổi đã vô tình bị thiêu rụi bởi đệ tử của một trường võ thuật. Đám cháy bùng phát khiến ba căn phòng có diện tích 200 mét vuông thành tro bụi. Bức tượng Trương Tam Phong mạ vàng thường được đặt ở trong cung may mắn được chuyển đến một tòa nhà khác ngay trước đám cháy.

## Thắng cảnh
- Khu vực ngắm cảnh Kim Đỉnh: Tại đây có Kim điện núi Võ Đang là công trình bằng gỗ khung đồng, là kiến trúc cổ nhất tại Võ Đang.
- Khu thắng cảnh Nam Nham: Nằm ở sườn núi là nơi có nhiều kiến trúc đáng chú ý như Nam Nham cung, Tử Tiêu cung, miếu thờ Lang Mai (榔梅祠). Trong đó Tử Tiêu cung là một trong những kiến trúc hoàn chỉnh nhất tại đây
- Thắng cảnh vườn Phúc Thọ Khang Ninh
- Huyền Nhạc môn: Là thắng cảnh nằm ở chân núi phía bắc của Võ Đang là nơi có cổng Huyền Nhạc, Ngọc Hư cung, Nguyên Hòa quán
- Thắng cảnh Thái Tử Pha
- Thắng cảnh Quỳnh Đài
- Thắng cảnh Ngũ Long cung

## Hình ảnh

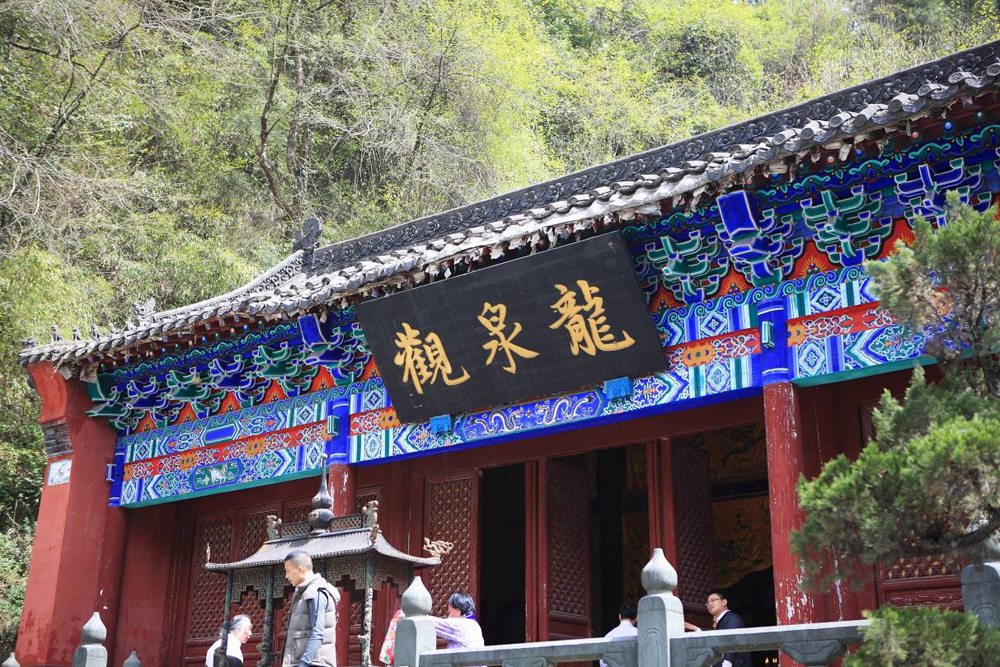
Phúc Thọ Khang Ninh - Long Tuyền quán
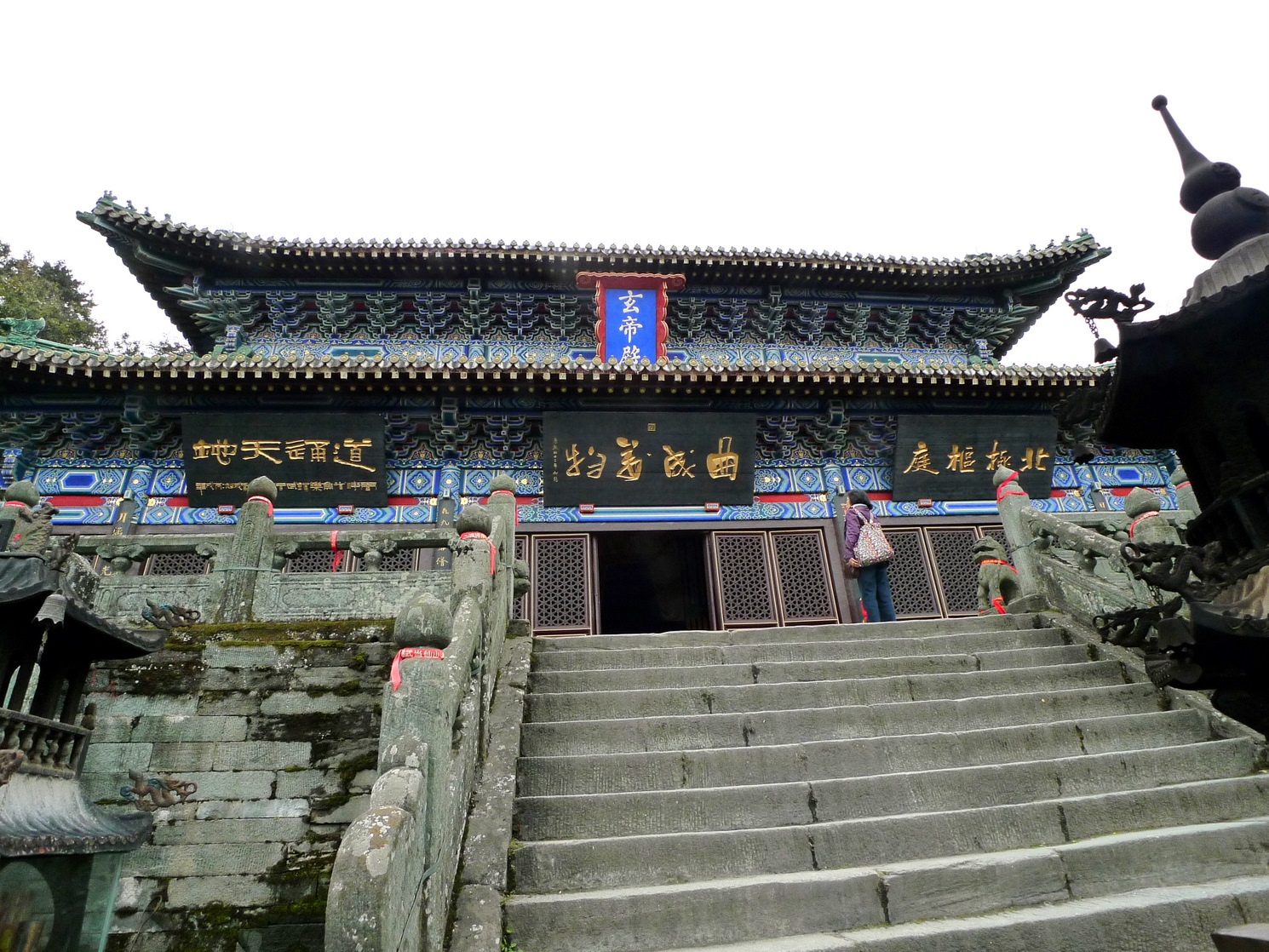
Huyền Đế điện (玄帝殿)
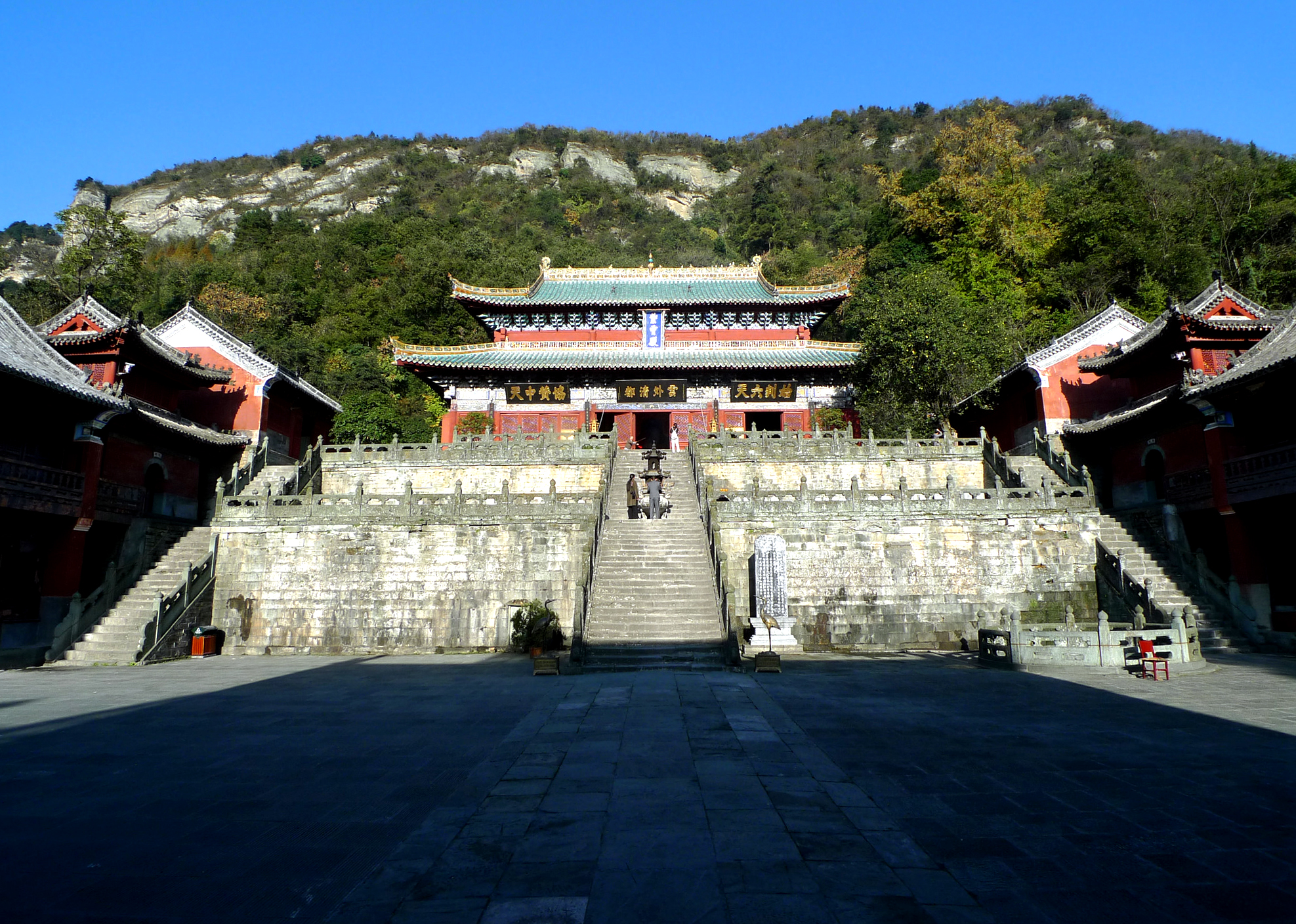
Tử Tiêu cung (紫霄宮)
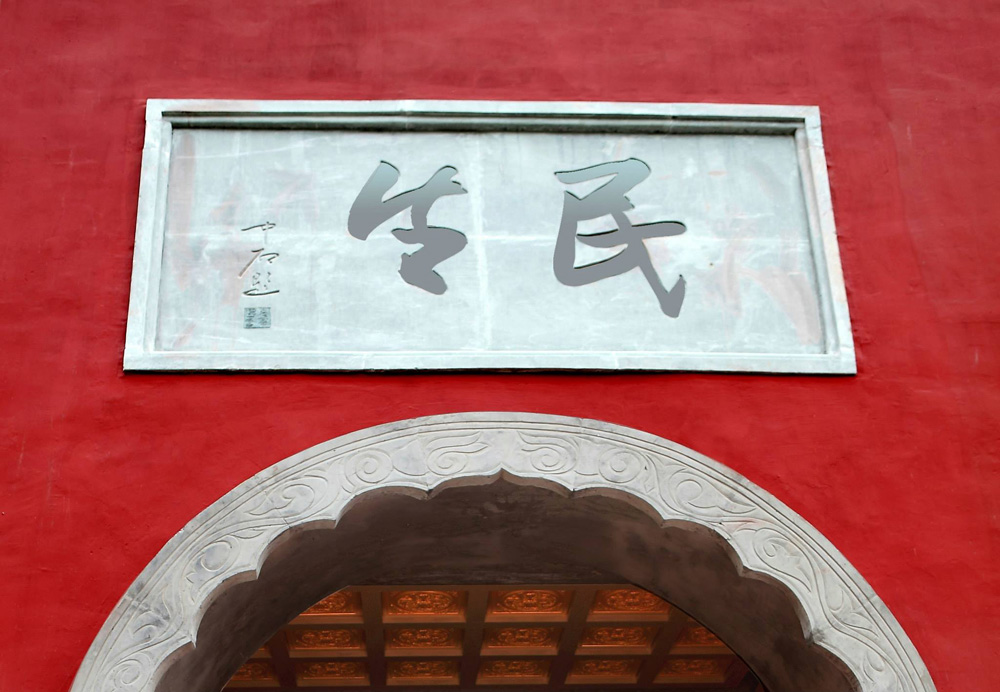
Phúc Thọ Khang Ninh － Dân Sinh đài (民生台)
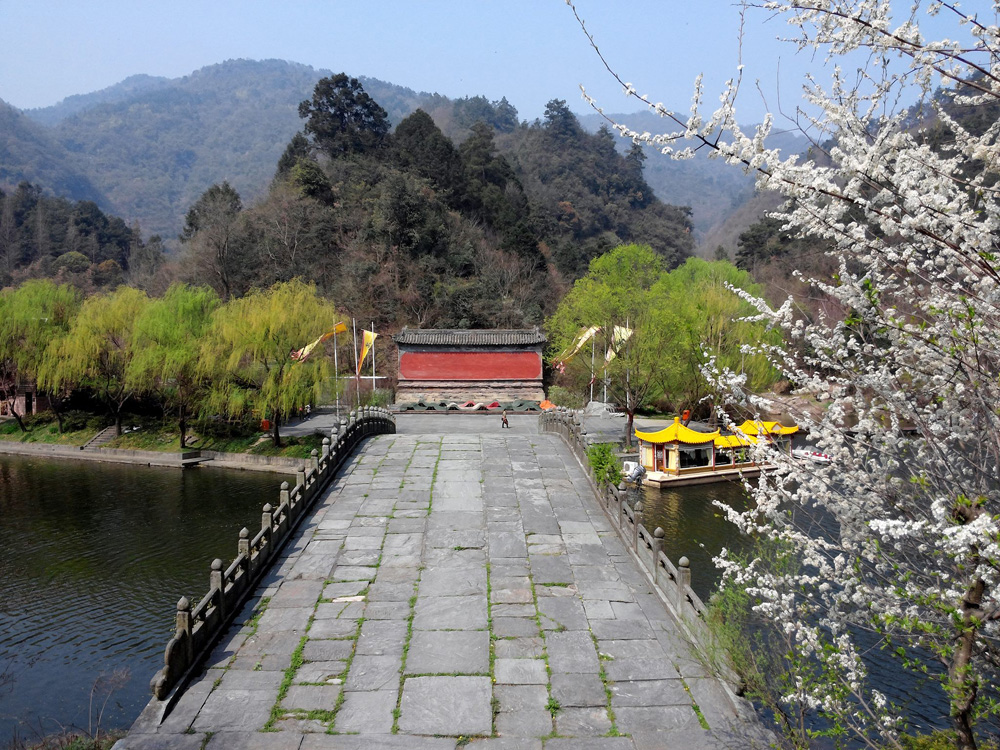
Phúc Thọ Khang Ninh － Cầu Thiên Tân (天津桥)
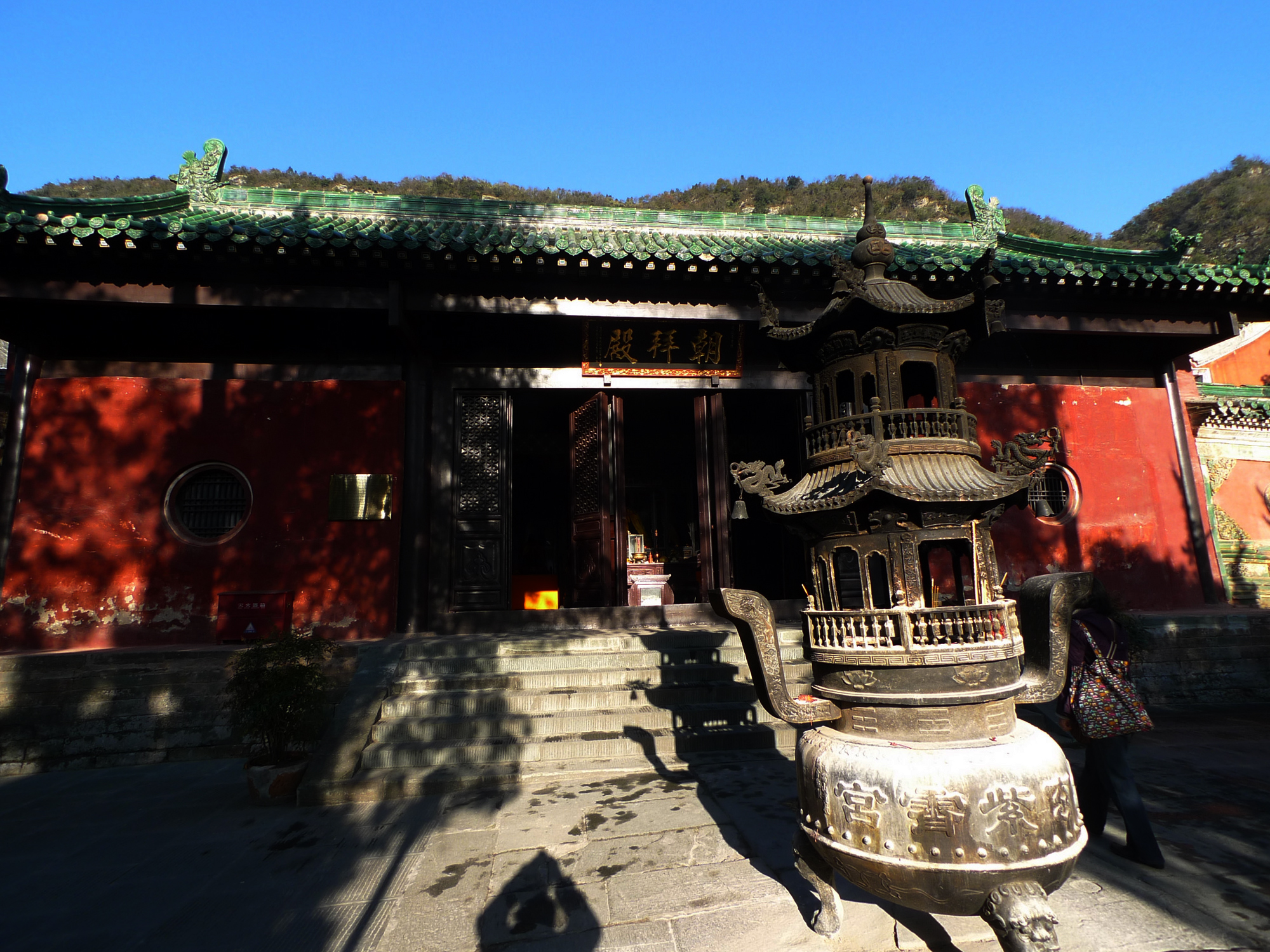
Phòng thờ phượng bên trong Tử Tiêu cung
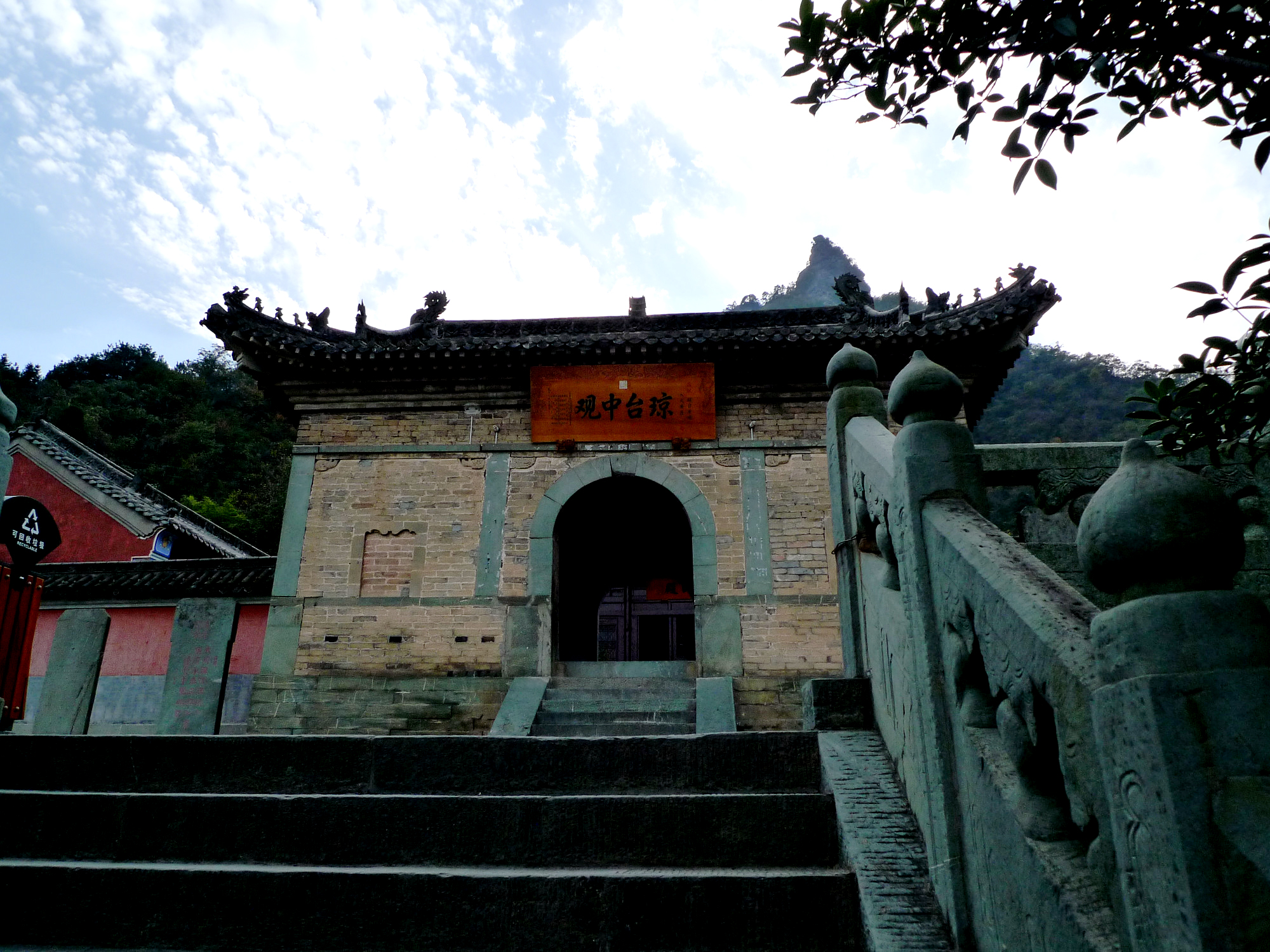
Quỳnh đài Trung quan (琼台中观)
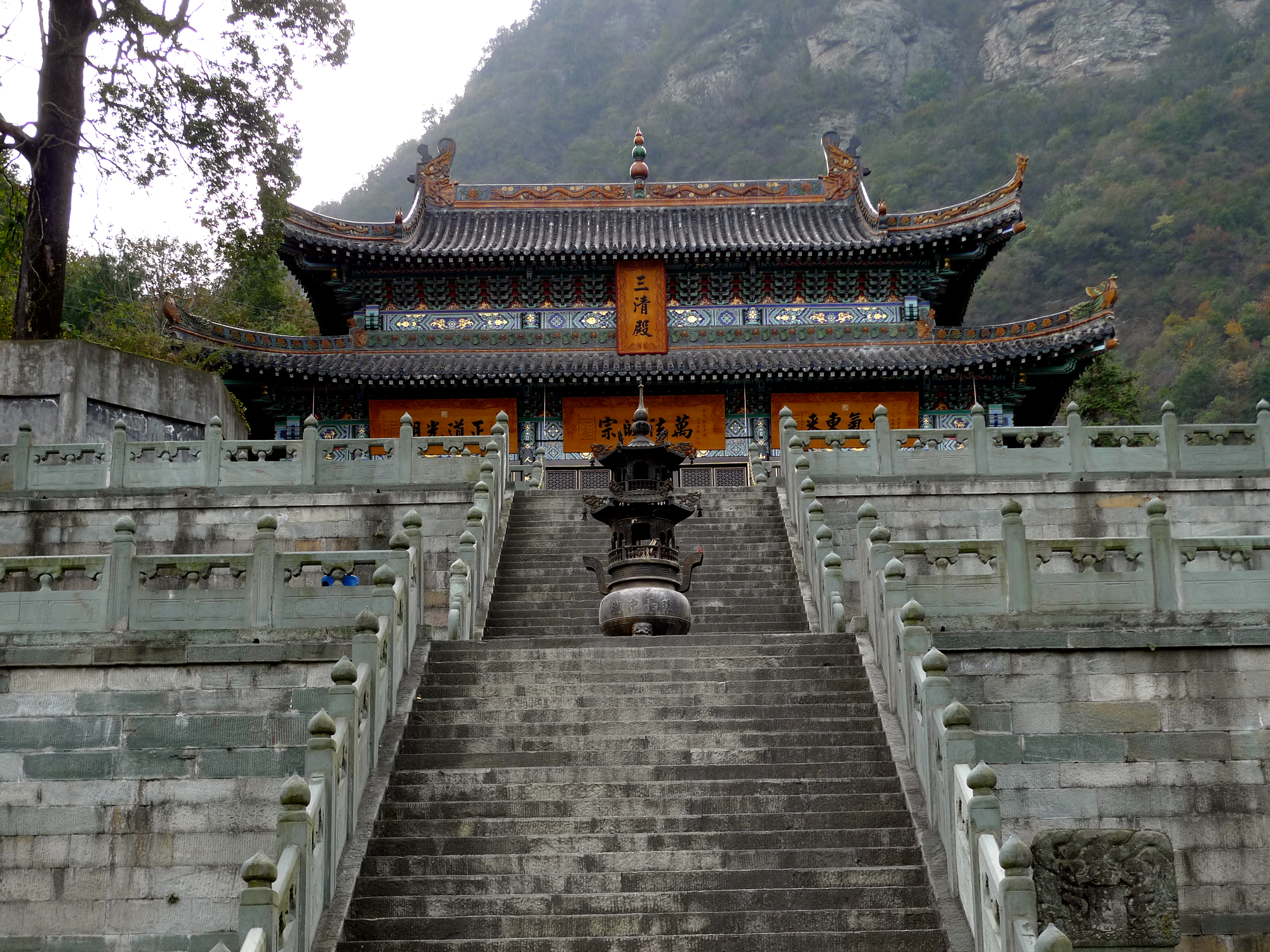
Tam Thanh điện (三清殿)
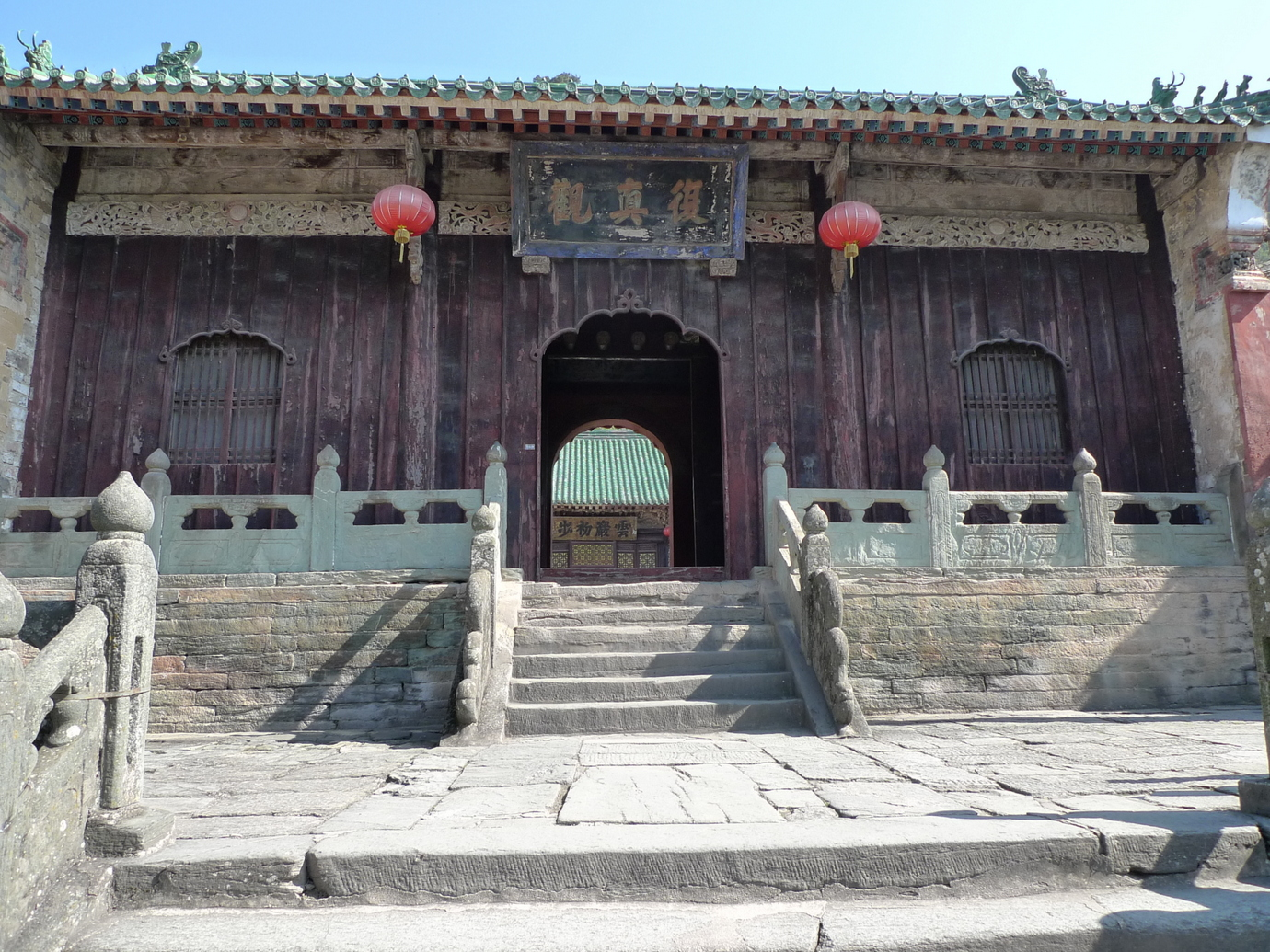
Khu phức hợp
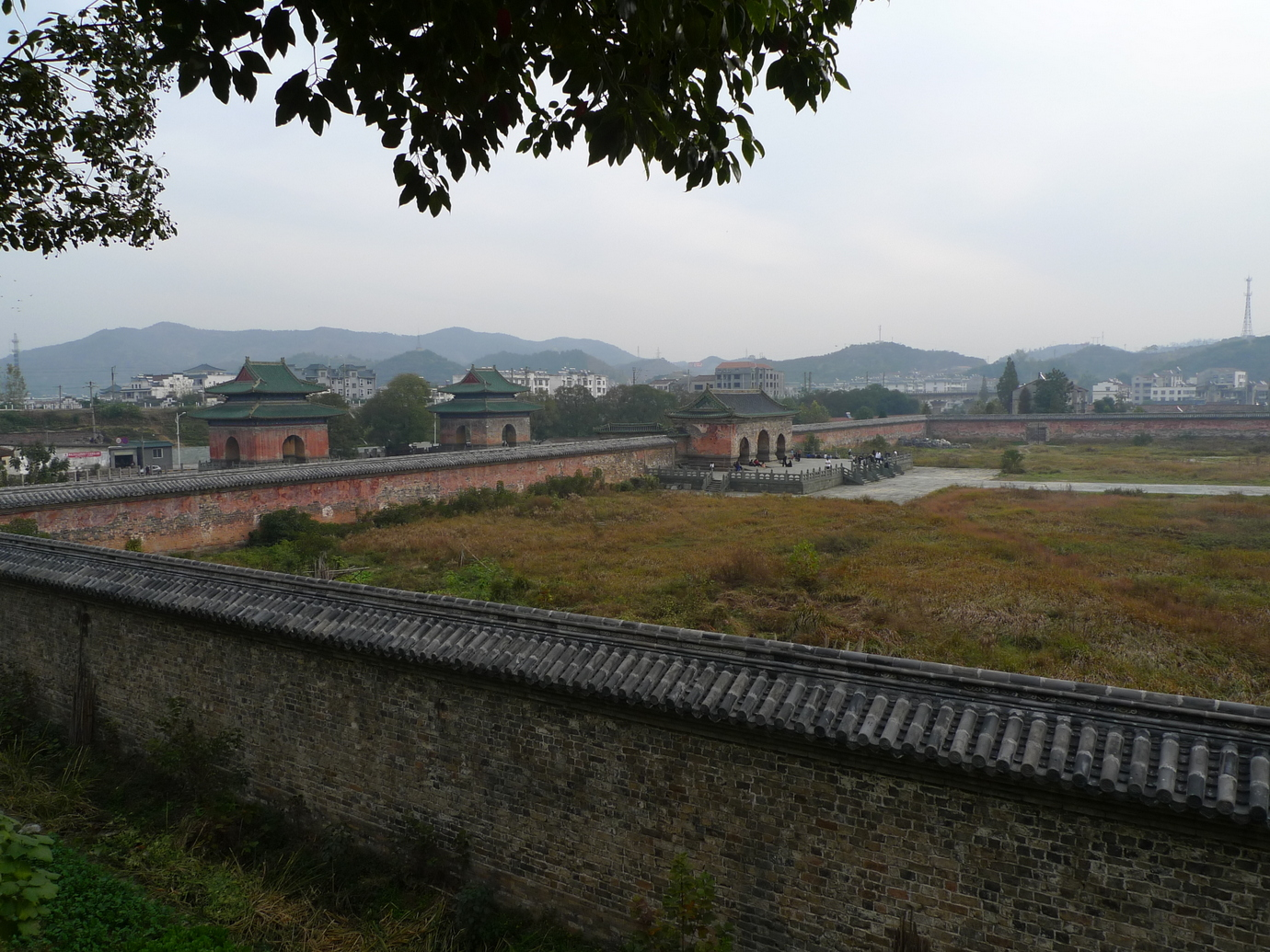
Di chỉ Ngọc Hư cung (玉虚宫遗址)
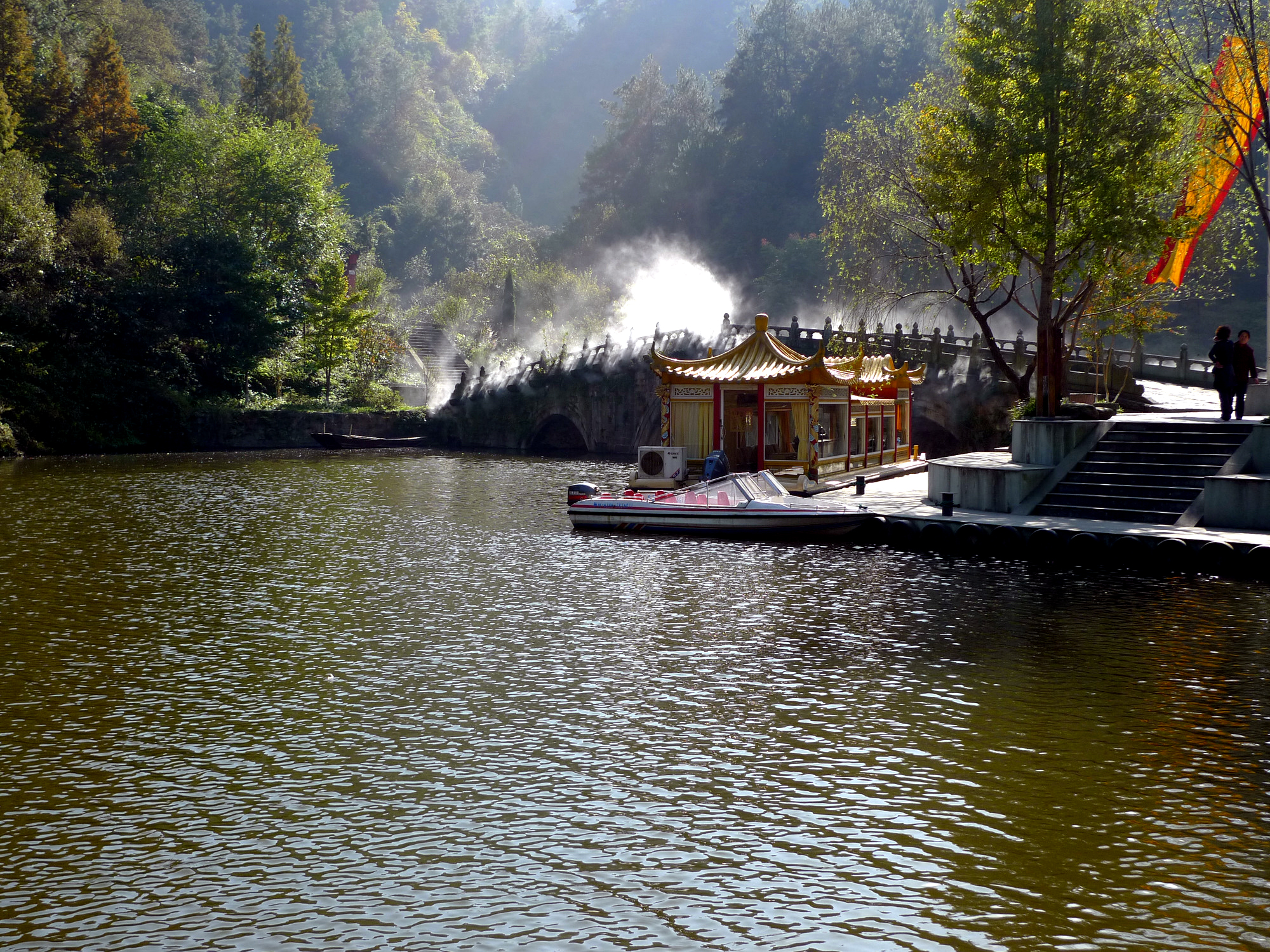
Tiêu Dao cốc (逍遥谷)
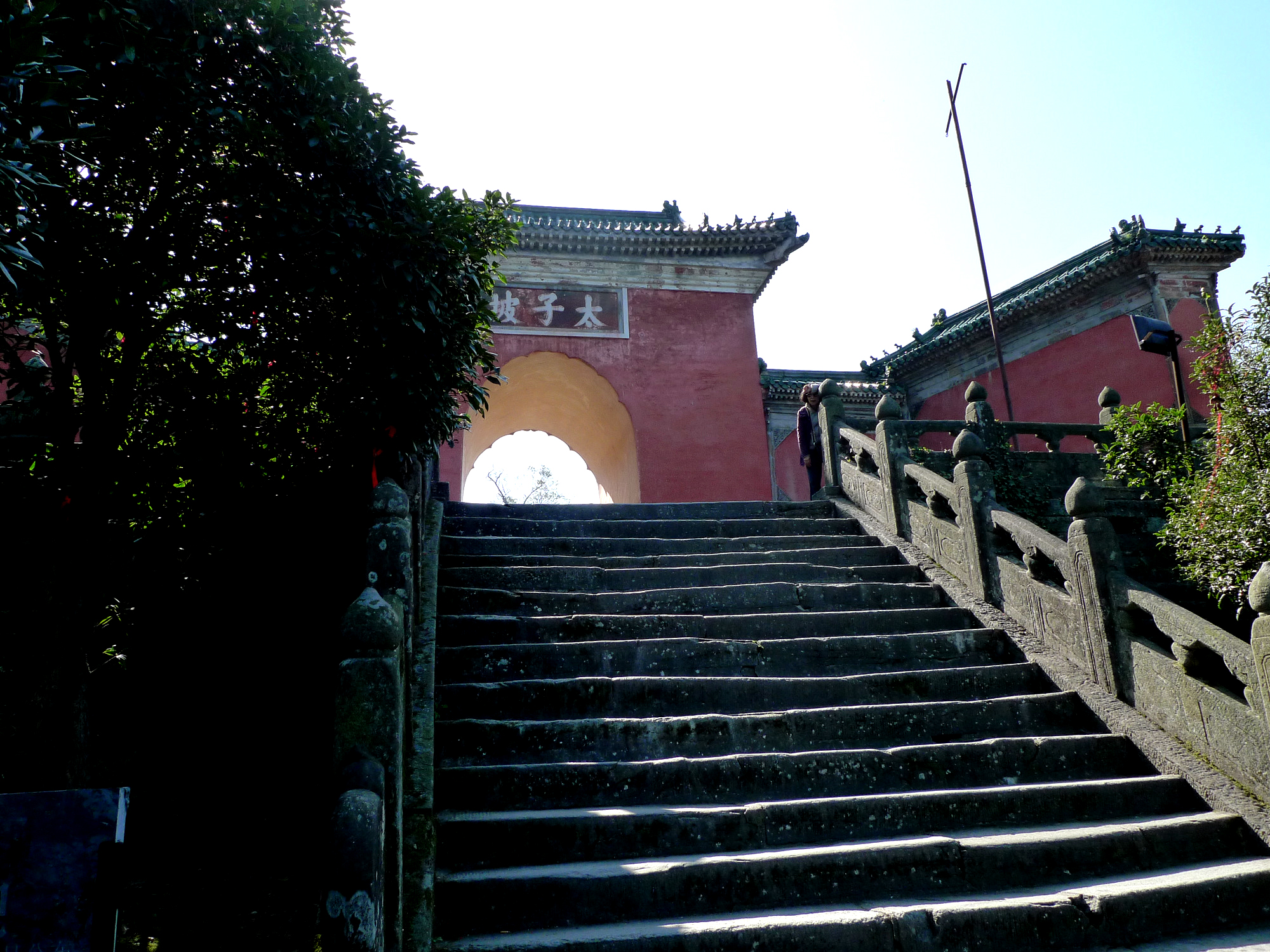
Thái Tử Pha (太子坡)
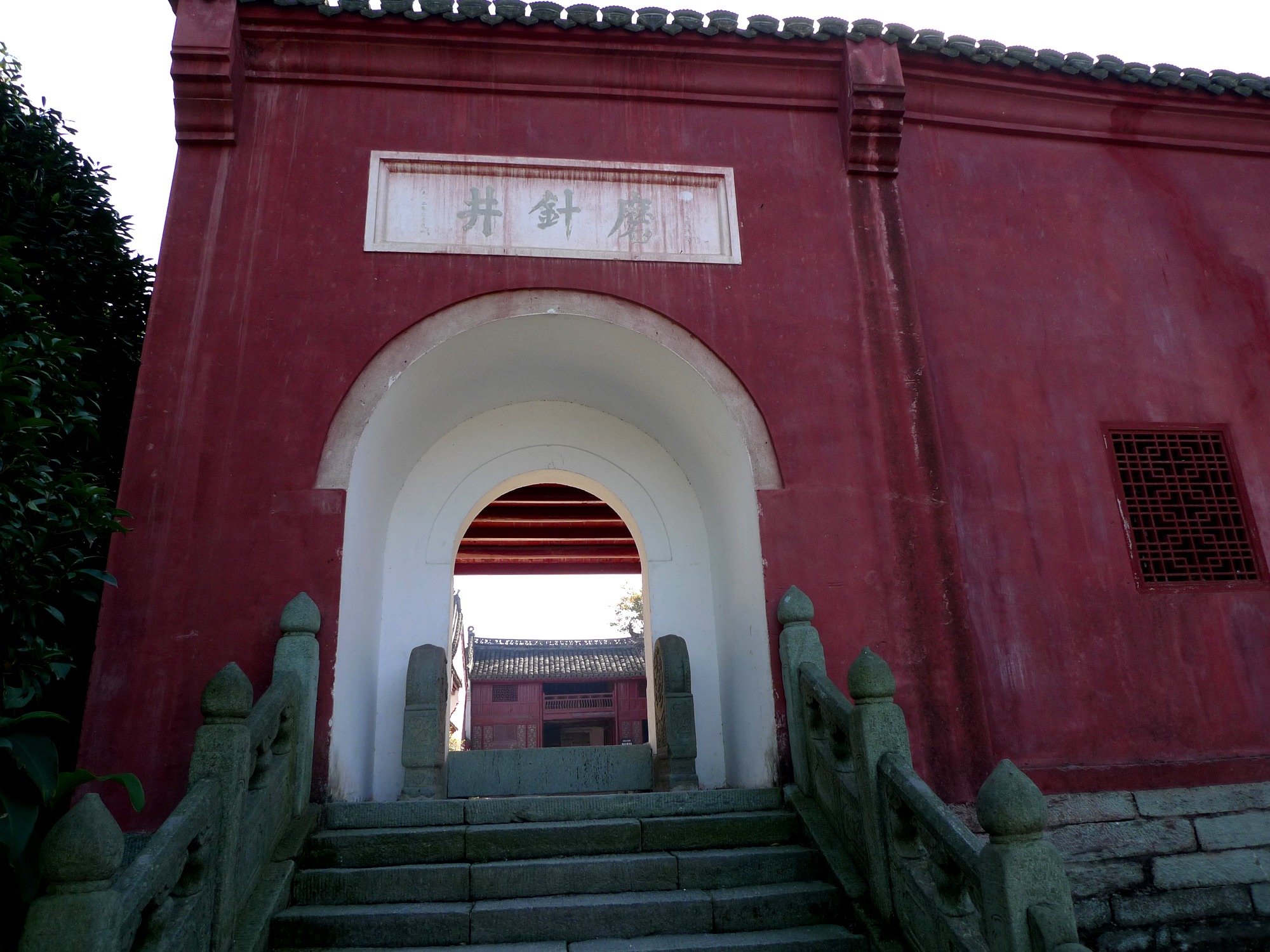
Giếng Ma Châm (磨针井)
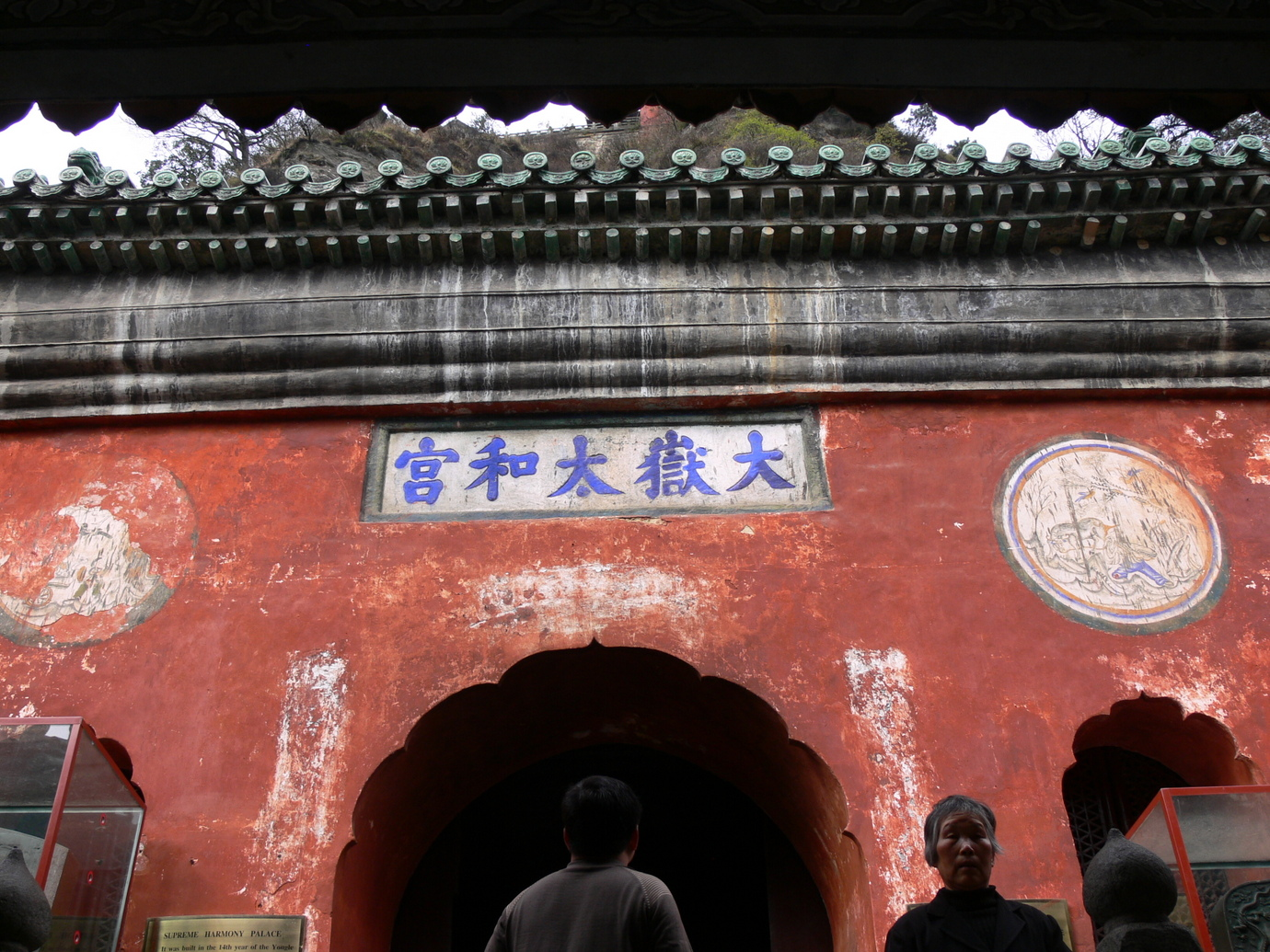
Thái Hòa cung (太和宫)

## Danh xưng
- Thiên Hạ Đệ Nhất Sơn.